# Weiler (Vorarlberg)
Weiler ist eine Gemeinde mit 2297 Einwohnern (Stand 1. Jänner 2025) am Ostrand des Vorarlberger Rheintales am Fuß des Freschenstocks.

## Geografie
Regional zählt die Gemeinde Weiler zum Vorarlberger Vorderland, das im Norden durch den weit ins Rheintal ragenden Hügelrücken Tschütsch und den Sattelberg, im Westen vom Rhein und im Osten von den Freschenstockausläufern begrenzt wird.
In diesem klimatisch begünstigten Gebiet im Vorarlberger Verwaltungsbezirk Feldkirch erstreckt sich die Gemeinde auf einer Seehöhe von 445 bis 749 Metern über Adria. Das Ortszentrum der Gemeinde befindet sich auf einer Seehöhe von 486 Meter. Der westliche Teil der Gemeinde liegt im Rheintal, der Osten umfasst das vordere Tal des Ratzbaches. Die Nordgrenze bildet der Klausbach.
Weiler verfügt über eine Gemeindefläche von drei Quadratkilometer. Davon ist je ein Drittel bewaldet und landwirtschaftliche Nutzfläche, 16 Prozent sind Gärten.

### Nachbargemeinden
Weiler hat eine gemeinsame Gemeindegrenze mit vier anderen Gemeinden im Bezirk Feldkirch. Dies sind die Gemeinden Klaus, Röthis, Viktorsberg und Fraxern. Weiler ist aufgrund des Bevölkerungswachstums sowie der damit einhergehenden Bautätigkeit der letzten Jahre und Jahrzehnte mit den Nachbargemeinden Klaus und Röthis zusammengewachsen und fügt sich in die durchgehende Siedlungsregion Vorderland ein.
| Klaus  |                                             | Fraxern     |
|        | Kompassrose, die auf Nachbargemeinden zeigt |             |
| Röthis |                                             | Viktorsberg |

## Geschichte
Die erste urkundliche Erwähnung betrifft die Burg Alt-Montfort und stammt aus dem Jahr 1206. Hugo von Tübingen ließ die „starke Burg“ (Montfort) am Ende des 12. Jahrhunderts auf einem bereits prähistorisch besiedelten Hügel errichten und nannte sich fortan „Graf von Montfort“. In den sechziger Jahren des 13. Jahrhunderts erfolgte die Erbteilung der Familie Montfort in Montfort-Feldkirch, Montfort-Bregenz und Montfort-Tettnang. Im Jahr 1375 übernahm Herzog Leopold III. die Burg. In den Appenzellerkriegen wurde sie 1405 niedergebrannt. Die Ruine gelangte 1417 in den Besitz der Familie Toggenburg, dann wechselten die Besitzer mehrfach. Heute sind nur noch Ruinenreste vorhanden.
Ähnlich wie Dafins, rätoromanisch/romanisch: Travinnis, und Sulz (Sulns), war Weiler (Willer) noch lange Zeit im Mittelalter eine rätoromanische Sprachinsel im alemannischen Sprachgebiet.
Ende des 18. Jahrhunderts war Weiler Teil der bayrischen Großgemeinde Sulz, zu der auch die Orte Klaus, Zwischenwasser, Viktorsberg, Röthis und Fraxern gehörten. 1808 wurde Weiler mit der Einführung der neuen Gemeindeordnung selbständig. Nachdem das Gebiet 1815 zu Österreich zurückkam, wurden 1830 die Grenzen zu Röthis und Klaus neu definiert.

### Bevölkerungsentwicklung
In den letzten Jahrzehnten sind sowohl die Geburtenbilanz als auch die Wanderungsbilanz positiv.

## Kultur und Sehenswürdigkeiten

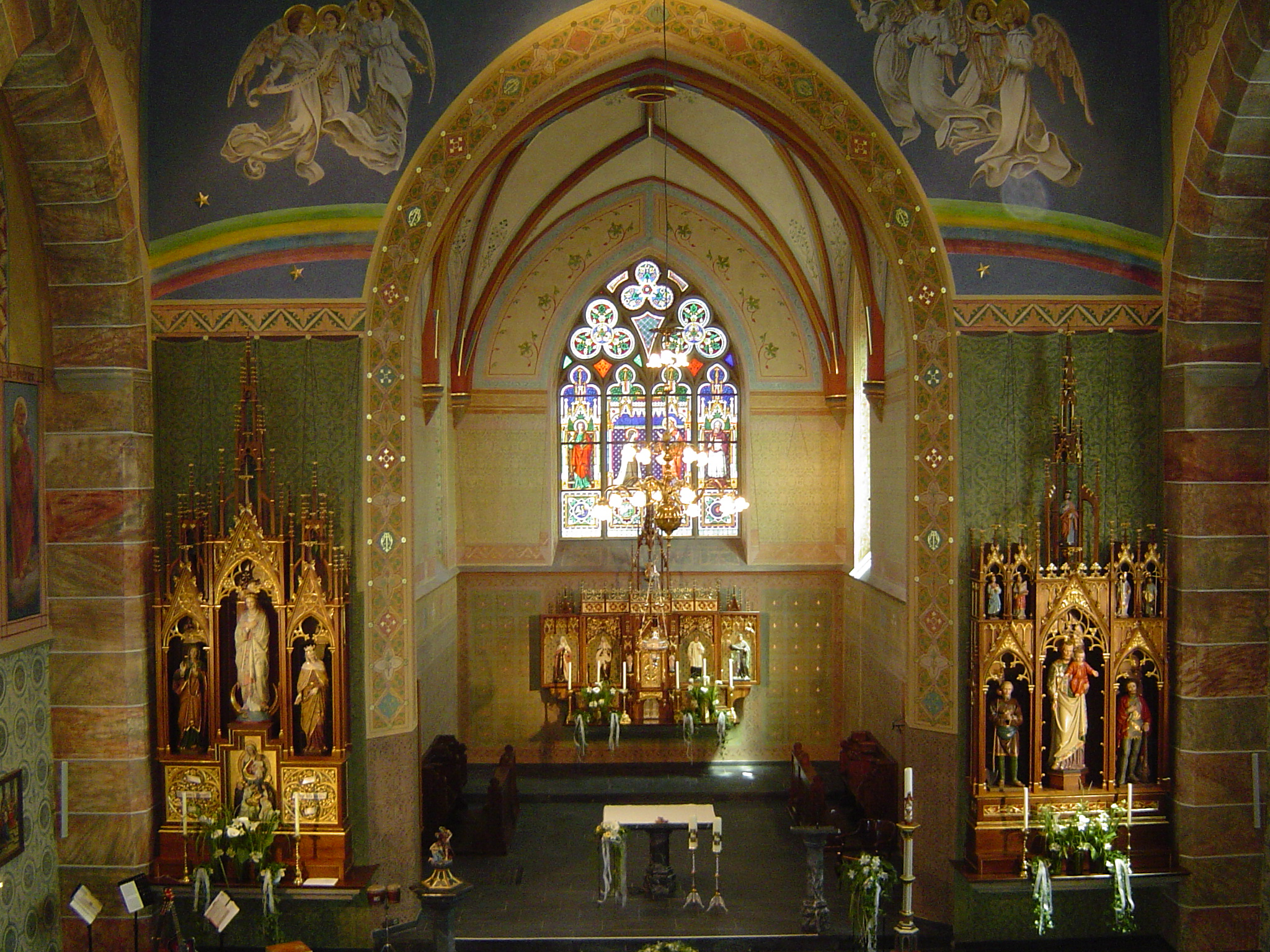
Altarraum der römisch-katholischen Pfarrkirche Weiler

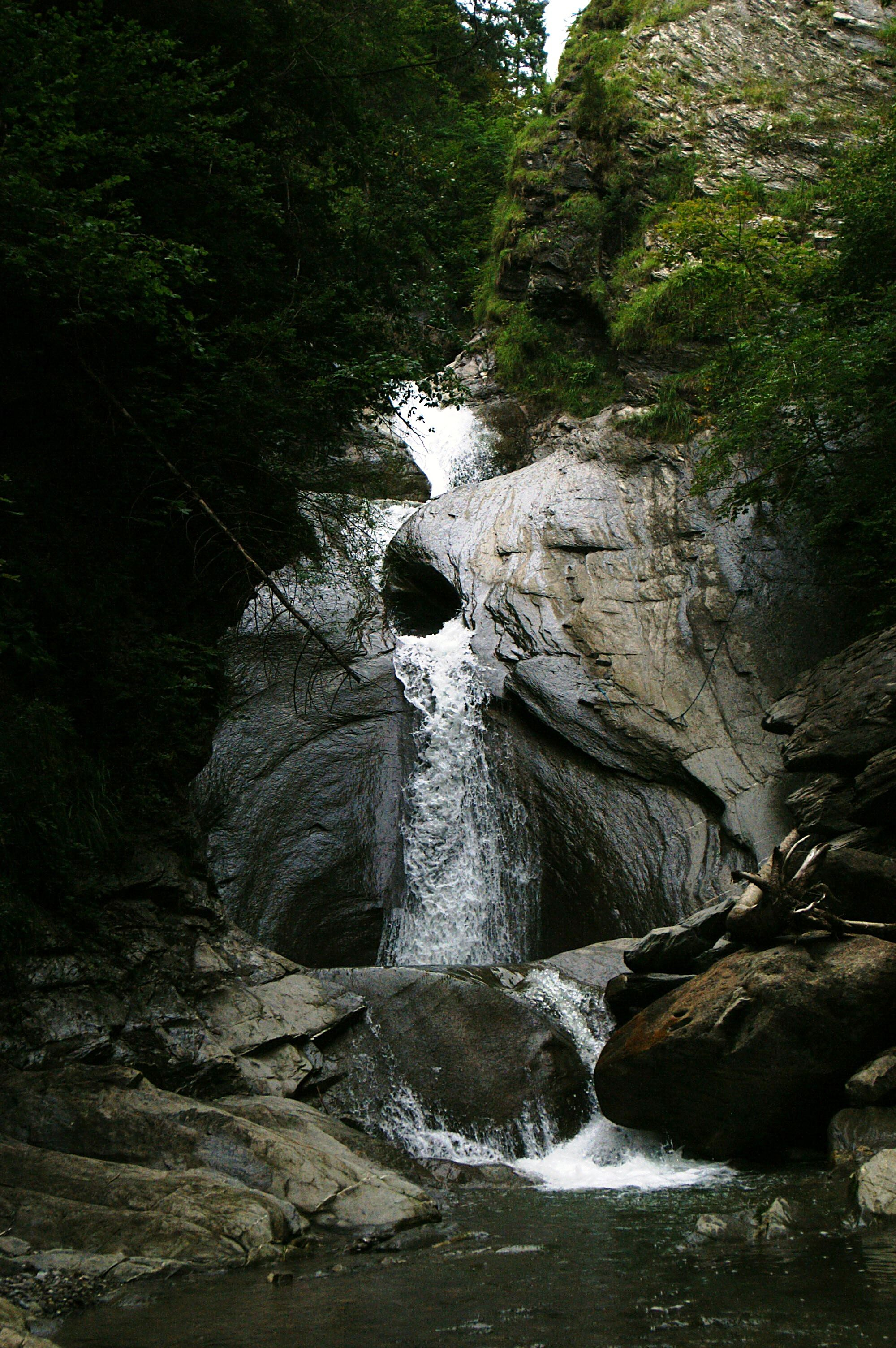
Wasserfall vom Ratzbach (Kesselschlucht)

- Pfarrkirche Weiler: Von 1875 bis 1876 erfolgte ein Neubau der Kirche nach den Plänen des Architekten Friedrich von Schmidt mit dem Baumeister Fidel Kröner.
- Hanenberg Schlössle: Das Schlösschen Hanenberg wurde 1600 als Ansitz Feldkircher Patrizier auf einer Anhöhe oberhalb des Dorfes errichtet. Es brannte 1850 ab und anschließend erfolgte ein Umbau zum Landsitz.
- Ruine Alt-Montfort: Burgruine nordöstlich des Orts nahe der Grenze zu Fraxern.
- Kesselschlucht: Dieses tief eingeschnittene Tobel des Ratzbaches zeichnet sich durch einen bemerkenswerten Wasserfall aus und ist als schützenswertes Biotop eingetragen.

## Wirtschaft und Infrastruktur

### Wirtschaftssektoren
In den Jahren 1999 bis 2010 blieb die Anzahl der landwirtschaftlichen Betriebe konstant, die Anzahl der Beschäftigten nahm jedoch von zwölf auf acht ab. Im Produktionssektor waren 231 Erwerbstätige im Bereich Herstellung von Waren und 97 im Baugewerbe beschäftigt. Die wichtigsten Arbeitgeber im Dienstleistungssektor waren die Bereiche Handel (232), freiberufliche Dienstleistungen (124) und Verkehr (72 Mitarbeiter).
| Wirtschaftssektor            | Anzahl Betriebe | Anzahl Betriebe | Erwerbstätige | Erwerbstätige |
| Wirtschaftssektor            | 2011            | 2001            | 2011          | 2001          |
| ---------------------------- | --------------- | --------------- | ------------- | ------------- |
| Land- und Forstwirtschaft 1) | 21              | 21              | 8             | 12            |
| Produktion                   | 27              | 27              | 328           | 342           |
| Dienstleistung               | 131             | 56              | 541           | 294           |

1) Betriebe mit Fläche in den Jahren 2010 und 1999
| Im Jahr 2021 lebten 1034 Erwerbstätige in Weiler. Davon arbeiteten 169 in der Gemeinde, mehr als achtzig Prozent pendelten aus. Aus den umliegenden Gemeinden kamen 708 Menschen zur Arbeit nach Weiler. - Eisenbahn: Durch den Westen des Gemeindegebietes verläuft die Bahnstrecke Lindau–Bludenz. - Straße: Die Rheintal/Walgau Autobahn A14 berührt das Gemeindegebiet im Westen. Durch Weiler verläuft die Walgaustraße L50. - Rufbus: An Wochenenden verkehrt ein Rufbus, der die Orte Fraxern, Viktorsberg, Dafins, Batschuns, Suldis, Furx und Übersaxen verbindet und eine Anschlussmöglichkeit zu Schnellbahnlinien herstellt. | Die zur Anzeige dieser Grafik verwendete Erweiterung wurde dauerhaft deaktiviert. Wir arbeiten aktuell daran, diese und weitere betroffene Grafiken auf ein neues Format umzustellen. (Mehr dazu) |

## Politik

### Gemeindevertretung
In Vorarlberg wählen die Bürger alle fünf Jahre die Mitglieder der Gemeindevertretung durch Ankreuzen eines Listen-Wahlvorschlages bzw. durch Mehrheitswahl wenn kein Listenvorschlag vorliegt. Weiters den Bürgermeister durch Ankreuzen eines Wahlvorschlages.
Die Gemeindevertretung wählt in der konstituierenden Sitzung aus ihrer Mitte – sofern keine Wahl durch die Bürger zustande kam – gemäß § 61 Gemeindegesetz einen Bürgermeister und dann einen mindestens dreiköpfigen Gemeindevorstand. Die Zahl dieser „Gemeinderäte“ darf aber gemäß § 55 den vierten Teil der Zahl der Gemeindevertreter nicht übersteigen.
Der Bürgermeister führt den Vorsitz bei den generell öffentlichen Sitzungen der Gemeindevertretung, in denen kommunale Belange besprochen und Beschlüsse gefasst werden. Beobachter haben kein Mitspracherecht und kein Stimmrecht. Die Gemeindevertretung kann nach Bedarf Ausschüsse bestellen. Sitzungen des Gemeindevorstandes und der Ausschüsse sind nicht öffentlich.

#### Sitzverteilung nach den Wahlen
- Gemeindevertretungswahlen 1985: Parteiunabhängige 7, ÖVP 5, Freie Wählerschaft 3.[16]
- Gemeindevertretungswahlen 1990: ÖVP 11. Dorfgemeinschaft 3, Frauenliste 1.[17]
- Gemeindevertretungswahlen 1995: Einheitsliste 18.[18]
- Gemeindevertretungswahlen 2000: ÖVP 8, Offene Liste 6, Dorfgemeinschaft 3, FPÖ 1.[19]
- Gemeindevertretungswahlen 2005: ÖVP 12, SPÖ 4, Dorfgemeinschaft 1, Freiheitliche 1.[20]
- Gemeindevertretungswahlen 2010: mitnand für Weiler 10, ÖVP 8.[21]
- Gemeindevertretungswahlen 2015: mitnand für Weiler 21.[22]
- Gemeindevertretungswahlen 2020: mitnand für Weiler 13, Wir für Weiler 8.[23]
- Gemeindevertretungswahlen 2025: WIR MITNAND für Weiler 21.[24]

### Bürgermeister
- 1945–1948 Anton Heißmann[25]
- 1948–1957 Ludwig Summer[25]
- 1957–1965 Julius Längle[25]
- 1965–1970 Josef Meusburger[25]
- 1970–1970 Johann Lenz[25]
- 1970–1986 Julius Längle[25]
- 1986–2000 Rudolf Boss[25]
- 2000–2010: Mechtild Bawart (Offene Weiler Liste, später ÖVP)[25][26]
- 2010–2025: Dietmar Summer (Mitnand für Weiler)[27][28]
- seit 2025: Simeon Summer (WIR MITNAND für Weiler)[29]

### Wappen
Der Gemeinde Weiler wurde 1970 folgendes Wappen verliehen: In Silber eine schwarzbedachte rote Burg mit linkem Eckturm mit drei Zinnen. Darüber an schwarzer Stange und schwarzen Ringen eine rote nach rechts fliegende dreilatzige Fahne mit schwarzen Fransen.

## Persönlichkeiten

### Söhne und Töchter der Gemeinde
- Albert Ritter (1872–1931), deutsch-österreichischer Journalist und Schriftsteller
- Adolf Peter (1888–1946), Politiker (Landbund) und Landwirt